# Императоры династии Мин
Империя Мин правила Китаем с 1368 года по 1644 год. Она пришла на смену монгольской династии Юань в результате народного восстания и была свергнута в ходе Крестьянской войны армией Ли Цзычэна, а также вторгшимися в Китай маньчжурами, ранее создавшими в Маньчжурии Империю Цин. 16 императоров династии Мин правили на протяжении 276 лет.
После падения столицы империи, Пекина, и свержения власти империи на всей северной территории, в южной части страны ряд наследников павшей династии один за другим провозглашали себя императорами. Контролируемые ими территории собирательно известны как государство Южная Мин. Территория, находившаяся под их контролем постепенно уменьшалась, и в 1662 году последний «император» Южной Мин Чжу Юлан, отступивший из Китая в Бирму, был выдан цинам и казнён в Куньмине.
Даже после этого сопротивление маньчжурам продолжал оказывать Чжэн Чэнгун, который изгнал голландцев с Тайваня и создал на этом острове самостоятельное государственное образование. Чжэны правили Тайванем и воевали с маньчжурами под флагом династии Мин ещё двадцать лет.

## Империя Мин(明朝;1368—1644)
| Портрет | Личное имя                        | Годы жизни | Годы правления | Девиз правления                   | Значение девиза                   | Посмертное храмовое имя                                            |
| ------- | --------------------------------- | ---------- | -------------- | --------------------------------- | --------------------------------- | ------------------------------------------------------------------ |
|         | Чжу Юаньчжан 朱元璋 Zhū Yuánzhāng | 1328—1398  | 1368—1398      | Хунъу 洪武 Hóngwǔ                 | Разлив Воинственности             | Тай-цзу 太祖 Tàizǔ                                                 |
|         | Чжу Юньвэнь 朱允炆 Zhū Yǔnwén     | 1377—1402  | 1398—1402      | Цзяньвэнь 建文 Jiànwén            | Установление гражданского Порядка | Хуэй-цзун 惠宗 Hùizōng                                             |
|         | Чжу Ди 朱棣 Zhū Dì                | 1360—1424  | 1402—1424      | Юнлэ 永樂 Yǒnglè                  | Вечная Радость                    | Тай-цзун 太宗 Tàizōng (до 1537 г), Чэн-цзу 成祖 Chéngzǔ (с 1537 г) |
|         | Чжу Гаочи 朱高熾 Zhū Gāochì       | 1378—1425  | 1424—1425      | Хунси 洪熙 Hóngxī                 | Великое Сияние                    | Жэнь-цзун 仁宗 Rénzōng                                             |
|         | Чжу Чжаньцзи 朱瞻基 Zhū Zhānjī    | 1398—1435  | 1425—1435      | Сюаньдэ 宣德 Xūandé               | Распространение Добродетели       | Сюань-цзун 宣宗 Xūanzōng                                           |
|         | Чжу Цичжэнь 朱祁鎮 Zhū Qízhēn     | 1427—1464  | 1435—1449      | Чжэнтун 1435—1449 正統 Zhèngtǒng  | Законное Наследие                 | Ин-цзун 英宗 Yīngzōng                                              |
|         | Чжу Циюй 朱祁鈺 Zhū Qíyù          | 1428—1457  | 1449—1457      | Цзинтай 景泰 Jǐngtài              | Сверкающее Благоденствие          | Дай-цзун 代宗 Dàizōng                                              |
|         | Чжу Цичжэнь 朱祁鎮 Zhū Qízhēn     | 1427—1464  | 1457—1464      | Тяньшунь 1457—1464 天順 Tiānshùn  | Небесная Благосклонность          | Ин-цзун 英宗 Yīngzōng                                              |
|         | Чжу Цзяньшэнь 朱見深 Zhū Jiànshēn | 1447—1487  | 1464—1487      | Чэнхуа 成化 Chénghuà              | Совершенное Процветание           | Сянь-цзун 憲宗 Xiànzōng                                            |
|         | Чжу Ютан 朱祐樘 Zhū Yòutáng       | 1470—1505  | 1487—1505      | Хунчжи 弘治 Hóngzhì               | Великодушное Правление            | Сяо-цзун 孝宗 Xiàozōng                                             |
|         | Чжу Хоучжао 朱厚照 Zhū Hòuzhào    | 1491—1521  | 1505—1521      | Чжэндэ 正德 Zhèngdé               | Истинная Добродетель              | У-цзун 武宗 Wǔzōng                                                 |
|         | Чжу Хоуцун 朱厚熜 Zhū Hòucōng     | 1507—1567  | 1521—1567      | Цзяцзин 嘉靖 Jiājìng              | Чудесное умиротворение            | Ши-цзун 世宗 Shìzōng                                               |
|         | Чжу Цзайхоу 朱載坖 Zhū Zàijì      | 1537—1572  | 1567—1572      | Лунцин 隆慶 Lóngqìng              | Возвышенное Счастье               | Му-цзун 穆宗 Mùzōng                                                |
|         | Чжу Ицзюнь 朱翊鈞 Zhū Yìjūn       | 1563—1620  | 1572—1620      | Ваньли 1572—1620 萬曆 Wànlì       | Бесчисленные Годы                 | Шэнь-цзун 神宗 Shénzōng                                            |
|         | Чжу Чанло 朱常洛 Zhū Chángluò     | 1585—1620  | 1620           | Тайчан 1620 泰昌 Tàichāng         | Великое Процветание               | Гуан-цзун 光宗 Guāngzōng                                           |
|         | Чжу Юцзяо 朱由校 Zhū Yóujiào      | 1605—1627  | 1620—1627      | Тяньци 天啟 Tiānqǐ                | Небесное Руководство              | Си-цзун 熹宗 Xīzōng                                                |
|         | Чжу Юцзянь 朱由檢 Zhū Yóujiǎn     | 1611—1644  | 1627—1644      | Чунчжэнь 1627—1644 崇禎 Chóngzhēn | Возвышенное Счастье               | Сы-цзун 思宗 Sīzōng                                                |

## Южная Мин(明朝; 1644—1661)
| Личное имя и титул                       | Реальный статус     | Годы правления и ставка                                                   | Девиз правления        | Значение девиза               |
| ---------------------------------------- | ------------------- | ------------------------------------------------------------------------- | ---------------------- | ----------------------------- |
| Чжу Юсун 朱由崧 Zhū Yóusōng (Фу-ван)     | император           | 1644—1645 Нанкин                                                          | Хунгуан 弘光 Hóngguāng | Обширное Сияние               |
| Чжу Чанфан 朱常淓 Zhū Chángfāng (Лу-ван) | император           | 1645 Ханчжоу                                                              | отсутствует            | отсутствует                   |
| Чжу Ихай 朱以海 Zhū Yǐhǎi (Лу-ван)       | временный правитель | 1645-1646 Шаосин                                                          | Датун                  | Великое единство              |
| Чжу Юйцзянь 朱聿鍵 Zhū Yóujiàn (Тан-ван) | император           | 1645-1646 Фучжоу                                                          | Лунъу 隆武 Lóngwǔ      | Возвышенная Воинственность    |
| Чжу Юйюэ 朱聿[金粵] Zhū Yùyuè Тан-ван    | император           | 1646—1647 Гуанчжоу                                                        | Шао У 紹武 Shàowǔ      | Наследственная Воинственность |
| Чжу Юлан 朱由榔 Zhū Yóuláng (Гуй-ван)    | временный правитель | 1646—1659 Чжаоцин, Учжоу, Наньнин, Гуйлинь, джунгли на бирманской границе | Юнли 永曆 Yǒnglì       | Вечное Долголетие             |

## Властители Тайваня(1661—1683)
| Личное имя и титул                    | Статус              | Годы правления | Девиз правления | Значение девиза   |
| ------------------------------------- | ------------------- | -------------- | --------------- | ----------------- |
| Чжэн Чэнгун 鄭成功 Zhèng Chénggōng    | Главнокомандующий   | 1661—1662      | Юнли            | Вечное Долголетие |
| Чжэн Цзин 鄭經 Zhèng Jīng             | Главнокомандующий   | 1662—1681      | -"-             | -"-               |
| Чжэн Кэцзан 鄭克[⿱臧土] Zhèng Kèzang | временный правитель | 1681           | -"-             | -"-               |
| Чжэн Кэшуан 鄭克塽 Zhèng Kèshuǎng     | временный правитель | 1681-1683      | -"-             | -"-               |

## Источник
- Непомнин О. Е. История Китая. Эпоха Цин. — М.: Издательская фирма «Восточная литература» РАН, 2005. — С. 647-650. — 712 с. — ISBN 5-02-018400-4.